# Da Bomb
Da Bomb är Kris Kross andra studioalbum, utgivet den 3 augusti 1993. Det producerades av Jermaine Dupri och utgavs på CD, LP, kassettband och minidisc.

## Låtlista
1. "Intro" – 0:19
2. "Da Bomb" – 4:10
3. "Sound of My Hood" – 2:40
4. "It Don't Stop (Hip Hop Classic)" – 2:56
5. "D.J. Nabs Break" – 1:41
6. "Alright" – 4:03
7. "I'm Real" – 3:14
8. "2 da Beat Ch'Yall" – 3:41
9. "Freak da Funk" – 2:59
10. "A Lot 2 Live 4" – 2:14
11. "Take Um Out" – 4:35
12. "Alright (Extended Remix) – 6:01